# Monte Cristallo
Le Monte Cristallo (en allemand Kristallberg) à 3 221 m d'altitude est le plus haut sommet du groupe du Cristallo dans les Dolomites d'Ampezzo. Il est situé en Vénétie dans la province de Belluno.

## Géographie
Le Monte Cristallo est situé au nord-est de Cortina d'Ampezzo et à l'ouest de Misurina. Il surplombe la vallée du Boite et ferme la bassin d'Ampezzo.
La géologie du Monte Cristallo est caractérisée par une abondance de dolomie, roche sédimentaire carbonatée remontant au trias supérieur. Comme le reste des Dolomites, ces montagnes se sont formées au cours de la période du Crétacé à la suite de la collision des continents africain et européen.

## Histoire
Il fut d'abord conquis le 14 septembre 1865 par l'alpiniste viennois Paul Grohmann, accompagné des guides de montagne d'Ampezzo Santo Siorpaes et Angelo Dimai.
Avant et au cours de la Première Guerre mondiale, le Monte Cristallo était divisé entre sa partie autrichienne à l'ouest et sa partie italienne à l'est, la frontière passant par les lignes de crête. Pour cette raison, le Monte Cristallo est l'enjeu de combats de 1915 à 1917 opposant des troupes de montagne italiennes (Alpini) et autrichiennes (Alpenjäger). Le bivouac Buffa di Perrero (2 760 m), perché en paroi à une altitude à 2 760 m sur les pentes du Monte Cristallo a été construit pour protéger les soldats italiens des bombardements autrichiens,. Après la Première Guerre mondiale, la partie autrichienne de la région du Trentin-Haut-Adige dont fait partie le versant ouest du Monte Cristallo a été rattachée à l'Italie.

## Activités

### Via ferrata
Trois via ferrata se situent sur le Monte Cristallo : la via ferrata Ivano Dibona, la via ferrata Marino Bianchi et la via ferrata Renè de Pol.

### Activités hivernales
Les pentes du Monte Cristallo constituent l'une des stations de ski les plus importantes de la région avec sept pistes :
- pistes du télésiège Cristallo :
  - Cristallo ;
- pistes du télésiège Son Forca-Forcella Staunies :
  - couloir Staunies-Padeon,
  - couloir Staunies-Son Forca ;
- pistes du télésiège Son Forca-Padeon :
  - Son Forca-Rio Gere,
  - crêtes blanches,
  - Padeon,
  - Son Forca,
  - Padeon-Ospitale.

## Accès

### Refuges de montagne
- Refuge Son Forca (2 235 m), privé.
- Bivouac Buffa di Perrero (2 760 m), bivouac non gardé.

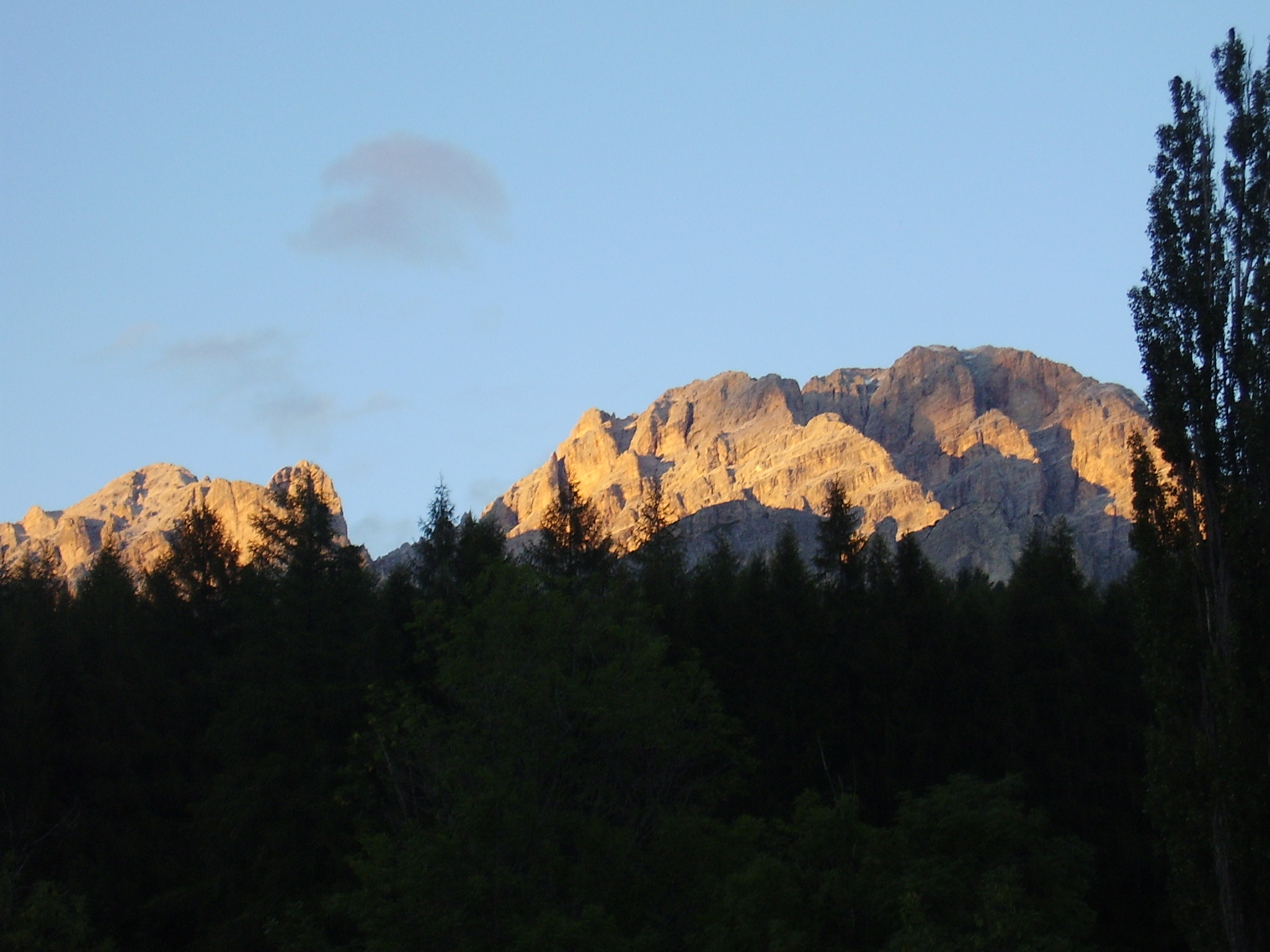
Coucher de soleil sur le Monte Cristallo, vu de Cortina d'Ampezzo.
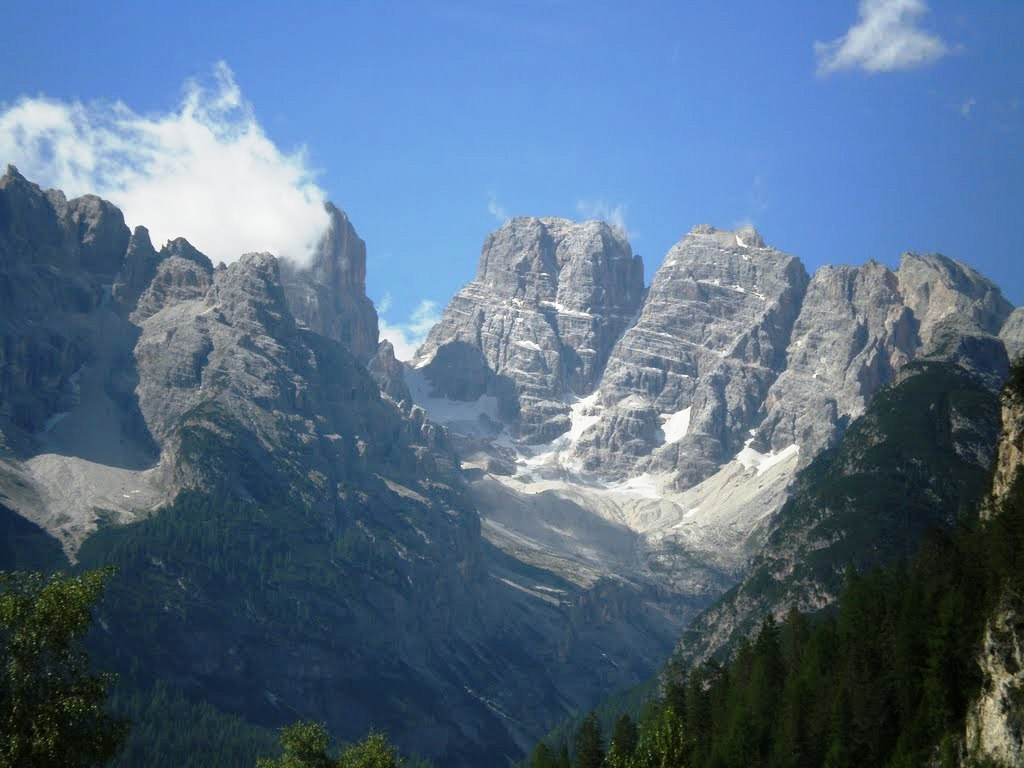
Le Monte Cristallo.
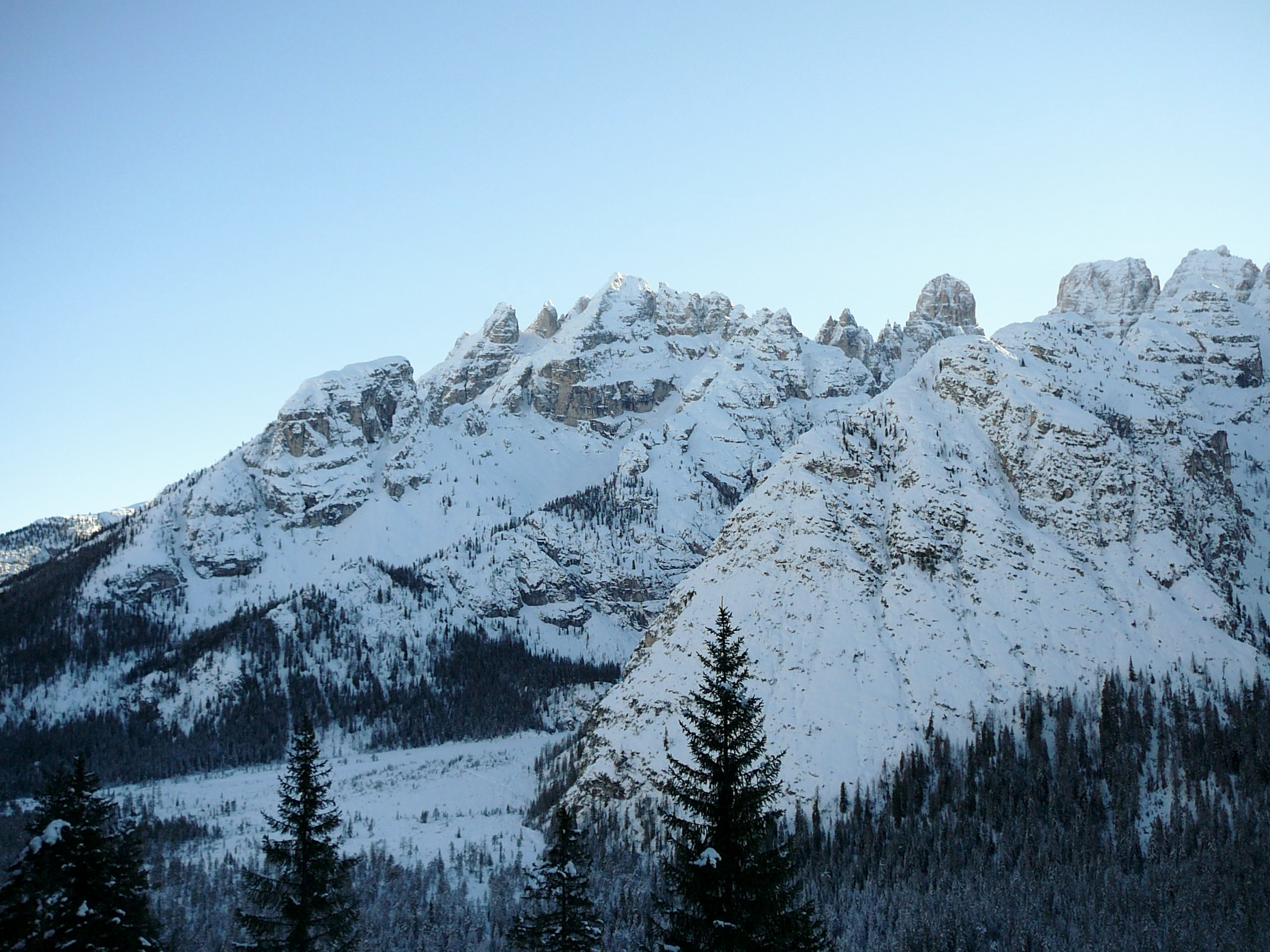
Le Monte Cristallo.
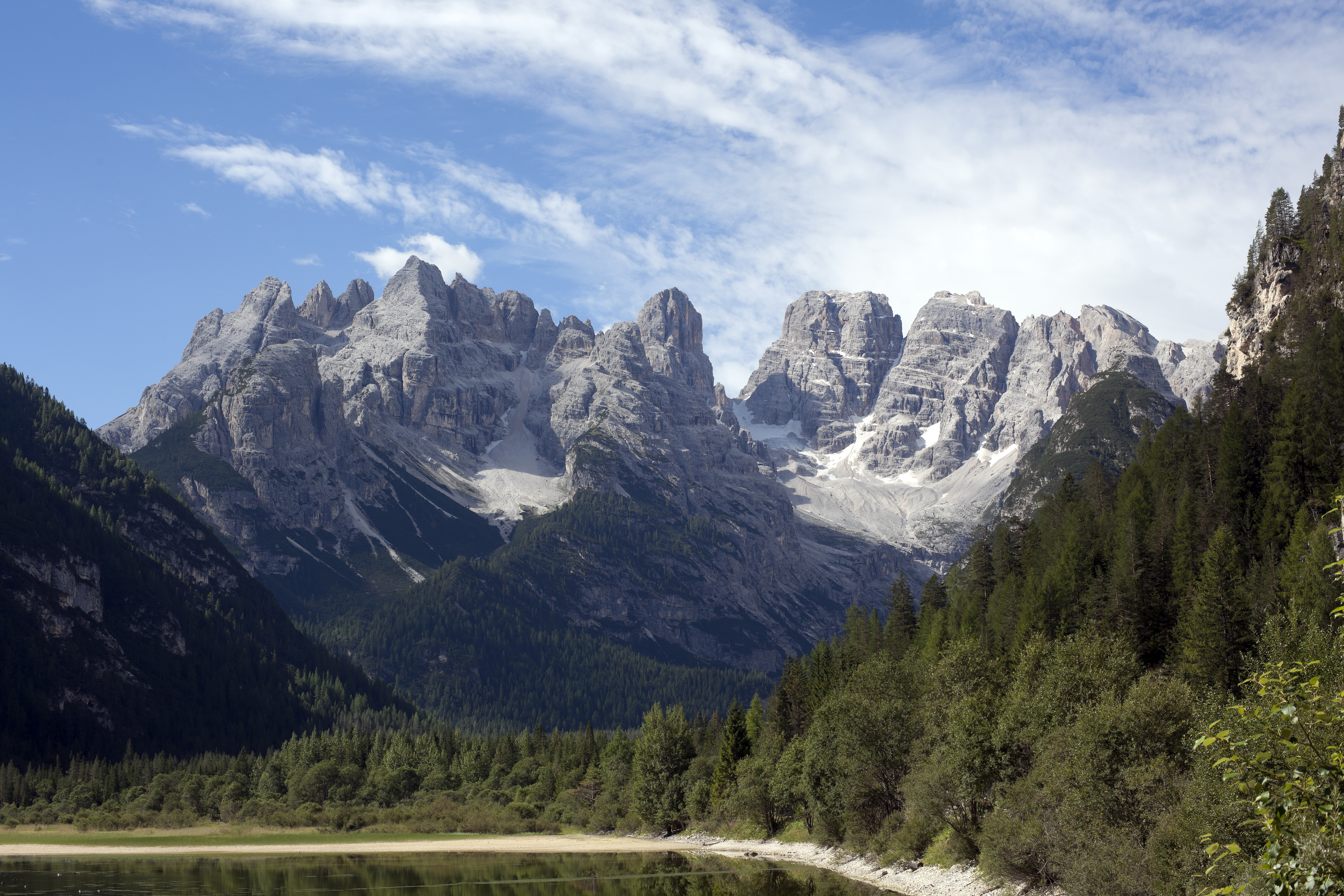
Le Monte Cristallo.

## Culture
En 1932, le film La Lumière bleue dans lequel Leni Riefenstahl assume le premier rôle met en scène une mystérieuse grotte sur le Monte Cristallo.